# Kommunalfriedhof Aplerbeck

Trauerhalle von Süden (2011)

Trauerhalle von Norden (2011)

Der Kommunalfriedhof Aplerbeck ist ein gemeindeeigener Friedhof im heutigen Dortmunder Stadtteil  Aplerbeck. Bis 1929 bildete Aplerbeck eine eigenständige Gemeinde bzw. ein Amt im Landkreis Hörde. Der Friedhof ist rund 21.500 Quadratmeter groß; nach Nordosten schließt der über die Aplerbecker Straße begehbare katholische Friedhof an, der eine Fläche von 9.000 m² einnimmt, im Westen die Aplerbecker Grundschule. Der parkartig gestaltete Friedhof stand seit seiner Eröffnung Angehörigen aller Religionen und Konfessionslosen offen. Nachdem vorübergehend keine Belegungen mehr verzeichnet wurden, erfolgen inzwischen wieder Bestattungen (Stand 2013).

## Geschichte
Im Jahr 1895 setzten Beratungen innerhalb der Zivilgemeinde Aplerbeck zur Anlage eines Kommunalfriedhofs ein, nachdem eine Erweiterung des evangelischen Friedhofs aus Kostengründen verworfen wurden. Das dabei in Aussicht genommene Grundstück umfasste eine Fläche von 4,6206 Hektar, wurde in diesem Umfang aber letztlich nie beansprucht. Nachdem 1895 die Finanzierung der veranschlagten Kosten von 45.000 Mark gesichert war, wurde der Friedhof bis 1896 angelegt. Die am 17. Dezember 1895 vom Gemeinderat beschlossene Friedhofsordnung erhielt seitens der Bezirksregierung Arnsberg am 20. März 1896 ihre Genehmigung. Der Friedhof sah von Beginn an separate Fluren für Protestanten, Katholiken und Juden vor. Dabei kam der den Katholiken vorbehaltene Teil im Norden zu liegen, im Anschluss an den bisherigen, zu diesem Zeitpunkt nahezu voll belegten Katholischen Friedhof.
Während die ursprünglich vorgesehene Flurbelegung (Katholiken I und II; Juden III; Protestanten IV, V, VI und VII) letztlich nicht umgesetzt wurde, sondern beispielsweise den Juden Flur IV zufiel, fand am 30. August 1896 in Person des 50-jährigen Invaliden Carl Schneider die erste Bestattung auf Flur III statt. Auf dem Kommunalfriedhof kam es auch zu Beisetzungen der nahegelegenen Provinzial-Heil- und Pflegeanstalt Aplerbeck; ob es sich bei den bis 1920 registrierten 15 Toten jedoch um Patienten oder Personal der Anstalt handelte, ist nicht bekannt. Für den 16. Juni 1914 ist die Beisetzung von vier Männern verzeichnet, die zwei Tage zuvor auf der Halde der Aplerbecker Hütte verschüttet worden waren. Bei dem Unglück kam einer direkt ums Leben, die drei zunächst lebend geborgenen starben dann im Laufe des Tags. 1924 wurde auf Antrag des Vereins für Feuerbestattung westlich des Eingangsbereichs zur Trauerhalle ein Urnenfeld eingerichtet. An diesem findet sich auch ein Denkmal, dessen Inschrifttafel auf den Bund freireligöser Gemeinden e.V., gegr. 1859. Gemeinde Aplerbeck verweist.

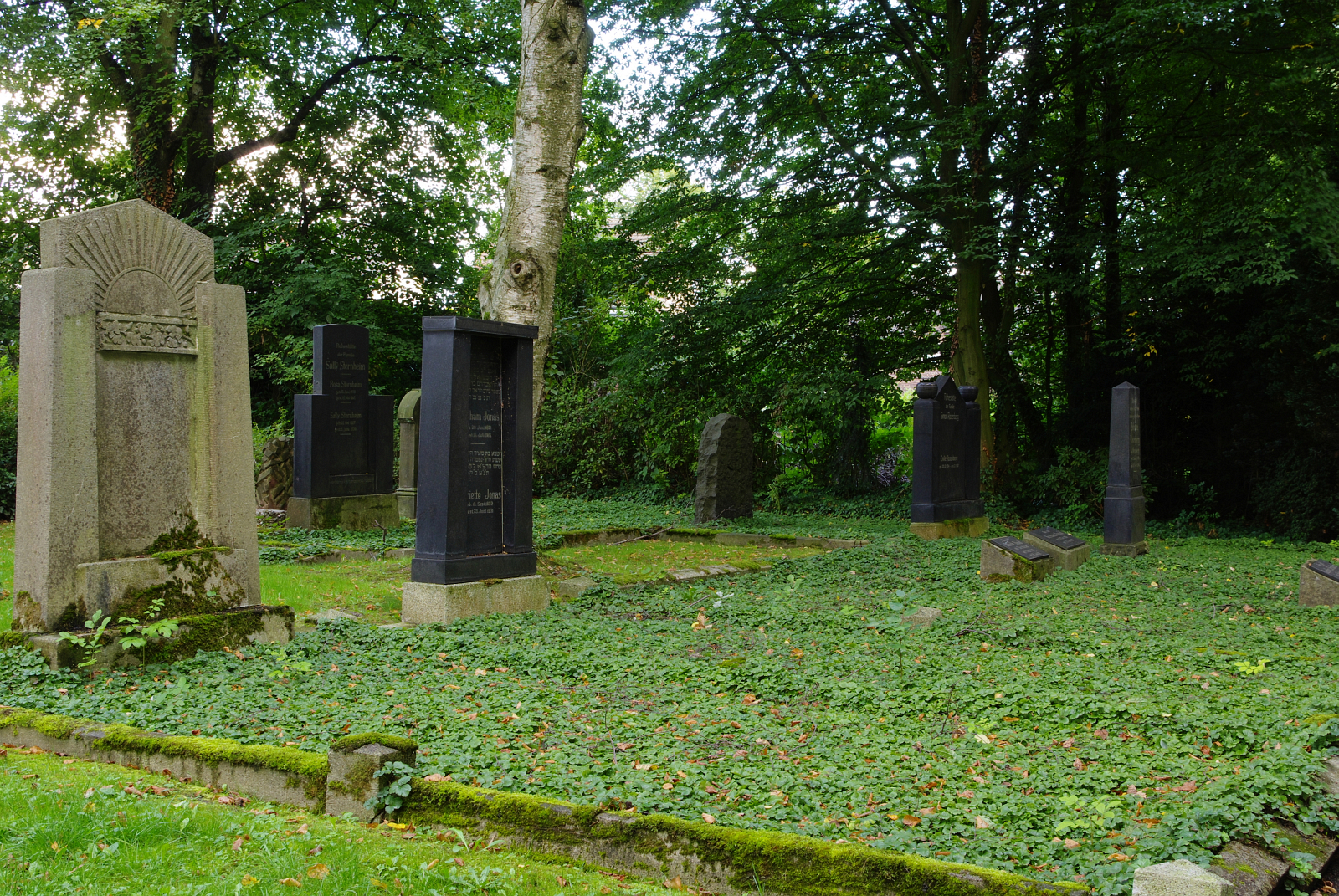
Begräbnisfeld der Synagogengemeinde (2011)

Mit der Anlage des Kommunalfriedhofs wurde den ortsansässigen Juden, die erst 1911 eine eigene Synagogengemeinde Aplerbeck errichteten, ein etwa 200 m² großes Begräbnisfeld auf diesem zugewiesen, das sich nordöstlich der Trauerhalle befindet. Der am 23. Oktober 1903 gestorbene 42-jährige Salomon Löwenstein war der erste beigesetzte Jude. Ihm folgten bis 1927 weitere 26 (insgesamt bis 1939: 44 Beisetzungen). Die am 14. November 1939 gestorbene Rosa Herzberg geb. Salomon war das letzte Gemeindemitglied, das dort bestattet wurde. Auf dem nichtabgeteilten Feld sind noch 18 Grabmale erhalten.
Seit dem 23. Oktober 1989 stehen die Trauerhalle, das Denkmal des Verbandes für Freidenkertum und Feuerbestattung, zwei Grabmale auf dem Hauptteil sowie das Begräbnisfeld der ehemaligen Synagogengemeinde als Baudenkmal unter Denkmalschutz (Denkmallisten-Nummer A 0157).

## Trauerhalle

Trauerhalle von Nordosten (2011)

Die unter Denkmalschutz stehende Trauerhalle (Lage) entstand von 1905 bis 1907 nach Entwürfen des Amtsbaumeisters Wilhelm Stricker. Der eingeschossige, im Stil der Backsteingotik ausgeführte zweiflügelige und mit einem abgewalmten Satteldach eingedeckte Bau, nimmt in seinem Ostflügel die eigentliche Trauerhalle (Kapelle) auf und im Querflügel Büro- und Lagerräume. Das Gebäude wurde seit 2006 nicht mehr genutzt; durch den Leerstand bedingt, setzte eine zunehmende Verwahrlosung ein. Diese konnte in den Jahren 2012 und 2013 durch eine grundlegende Renovierung unter finanzieller und praktischer Unterstützung von Nachkommen Strickers und des 1992 gegründeten Aplerbecker Geschichtsvereins gestoppt werden. Der Geschichtsverein nutzt seitdem Teile des in Pacht genommenen Gebäudes als Vereinssitz. Die Trauerhalle kann außer zu ihrem eigentlichen Zweck auch für Lesungen oder Konzerte genutzt werden. Die Umbaukosten für eigene Zwecke betrugen 37.000 Euro. Die denkmalgerechte Sanierung weitere 165.000 Euro, an welchen sich neben der Stadt Dortmund und der Bezirksvertretung Aplerbeck, der Stricker-Holding, dem Geschichtsverein selbst und weiteren Firmen auch die Bürgerschaft und örtliche Geschäftsleute mit Spenden in Höhe von 52.000 Euro beteiligten.